# Ange Guépin
Ne doit pas être confondu avec Ange-Jean Guépin.
Ange Marie François Guépin, né le 12 fructidor an XIII (30 août 1805) à Pontivy, mort le 21 mai 1873 à Nantes, est un médecin, un écrivain et un homme politique français, républicain et socialiste, qui a joué un rôle important dans la vie politique et sociale de Nantes au XIXe siècle, comme conseiller municipal et conseiller général, et, à deux reprises, comme préfet par intérim, mais surtout comme médecin philanthrope et comme théoricien et militant d’une forme de socialisme refusant la Terreur, mais incluant le féminisme.
La vie d'Ange Guépin est tout entière orientée par l'idée d'un progrès de l'humanité fondé sur le développement de la science et des techniques appliquées à l'industrie, reprise de son père Victor Guépin, révolutionnaire de 1789, mais aussi des disciples de Saint-Simon et des socialistes utopistes rencontrés au cours de ses études de médecine.
Ange Guépin a joué un rôle important en étudiant les transformations de la société française au XIXe siècle. Il s'est interrogé sur les causes et conséquences de ces transformations, dans le but de réduire la misère des hommes de son temps et de créer les conditions pour que le progrès des connaissances aille vers plus de bonheur et de liberté.
Ange Guépin est particulièrement représentatif des milieux sociaux de la France provinciale de cette époque, qui ont été les agents de ces transformations, en liaison étroite avec l’intelligentsia parisienne, nationale et internationale, démocrate et républicaine, féministe et socialiste, scientifique et littéraire.
Ange Guépin est le cousin germain de l'architecte Alphonse Guépin.

## Biographie
Son père, Victor Guépin, avocat à Pontivy, a joué un rôle politique important dans cette ville de 1789 à 1794, dirigeant la résistance contre les Chouans, en mars 1793. Prenant ensuite parti pour les Girondins, il a été arrêté, mais a échappé à la guillotine.

### Les années de formation
Guépin fait ses études aux côtés de son cousin, Louis-Adolphe Robin-Morhéry, dont son père a la tutelle morale, d’abord au collège royal de Pontivy (ex-lycée impérial) où il rencontre Émile Souvestre, puis, après la mort de son père, au collège royal de Rennes, son frère aîné étant étudiant en droit dans cette ville. Il prépare l'École polytechnique, mais, en 1824, son nom est rayé de la liste des reçus pour des raisons politiques.
Il se tourne alors vers la médecine. Lui et son cousin Morhéry arrivent à Paris en 1824. À la faculté de Paris, Ange Guépin suit les cours de chimie médicale du chimiste et médecin Mathieu Orfila dont il devient le préparateur, et du naturaliste Geoffroy Saint-Hilaire.
Durant cette période, il est en contact avec des personnalités des milieux républicains et saint-simoniens. Mais il fréquente aussi des personnalités moins marquées politiquement, originaires de Bretagne, notamment Camille Mellinet, imprimeur-éditeur à Nantes, fondateur de la revue Le Lycée armoricain et responsable du journal monarchiste libéral Le Breton.
Dès 1824, Guépin et son cousin Morhéry sont engagés politiquement comme militants républicains ; dès 1827, Morhéry s'impose comme le chef des étudiants républicains, engagés dans une action contre la monarchie qui trouvera son aboutissement lors des Trois Glorieuses.
En 1828, Guépin obtient le premier prix de chimie. Le 26 novembre 1828, il soutient sa thèse de doctorat : Quelques considérations sur le cancer.
Camille Mellinet lui propose de venir à Nantes où il pourrait occuper à l’École de médecine une chaire de professeur de chimie appliquée, qui vient d’être créée par la municipalité dirigée par Levesque.
Venu à Nantes, il ouvre un cabinet médical place du Pilori, au cœur de la ville ancienne. Sous l’égide de Camille Mellinet, il s’intègre à la société locale, devenant en 1829 membre de la Société académique.
Le 15 juin 1830, il épouse Adélaïde Renée Le Sant, âgée de 20 ans, fille du pharmacien Marc François Joseph Le Sant. Un des témoins est son ami, l'avocat Émile Souvestre, au mariage duquel il a lui-même été témoin, le 20 avril précédent. Ils auront deux enfants : Ange Victor (1831-1880) et Marie (née en 1838)

### La monarchie de Juillet
Il prend activement part à la Révolution de 1830, faisant alors la rencontre d'ouvriers républicains. Il est présent avec Michel Rocher lors de la mise en défense du pont de Pirmil, le 30 juillet alors que les insurgés s'attendent à l'arrivée de troupes venant de Fontenay-le-Comte. Après la fin des combats, il contribue à la mise en place du monument aux dix victimes de la fusillade de la place Louis-XVI, la « colonne de Juillet 1830 », qui est placée dans le cimetière Miséricorde.
Peu après, il est nommé professeur de chimie à l’École de médecine. L'abaissement du cens lui permet de devenir électeur. En 1832, son beau-père fait partie comme adjoint de la municipalité dirigée par Ferdinand Favre. Cette année est aussi marquée par une épidémie de choléra qui fait 800 morts ; il se distingue dans les secours aux malades et est ensuite nommé médecin des Douanes et chirurgien des Hospices.
En 1833, il contribue à l'organisation du premier congrès scientifique et philosophique organisé en France.
En 1835, il se spécialise dans l'ophtalmologie et, selon Hirsch, fonde la première clinique de l'œil en Europe, particulièrement destinée aux travailleurs du bâtiment victimes d'accidents du travail.
Guépin est connu pour avoir soigné avec un désintéressement sans exemple. En 1840, il crée le premier dispensaire nantais gratuit pour les indigents. Il est également l'un des premiers médecins à opérer de la cataracte.
Durant cette période, il découvre la réalité de la misère dans laquelle vit la plus grande partie des travailleurs et, après avoir écrit une Histoire de Nantes, célèbre mais traditionnelle, il décrit avec son collègue Eugène Charles Bonamy, dans Nantes au XIXe siècle, la ville elle-même sous tous ses aspects, urbains, artistiques, intellectuels, économiques et sociaux.
Cette description prend place dans un mouvement général d'interrogation sur les conditions d'une évolution sociale produisant ce qu'on dénomme alors le « paupérisme » et qui va devenir la « question sociale ». C'est la naissance des grandes enquêtes sociales menées par Louis René Villermé (dont s'inspirent à petite échelle les deux nantais), Parent-Duchâtelet, Alexis de Tocqueville, Villeneuve-Bargemont, Blanqui et bien d'autres.
En 1845, Guépin devient conseiller général de la Loire-Inférieure, collabore au Populaire de Cabet. En 1846, il est élu conseiller municipal, en même temps que Victor Mangin, du journal républicain Le National de l'Ouest et Évariste Colombel, futur maire de Nantes.
Le 7 juin 1843, il perd sa première épouse Adélaïde Lesant ; il se remarie le 6 avril 1847 avec Clotilde Maussion, une veuve un peu plus âgée que lui.

### La Seconde République
Le 25 février 1848, il est à la tête de la Commission démocratique, organisme qui vise à obtenir le ralliement des autorités au nouveau régime. Le 28 février 1848, il est nommé par Ledru-Rollin, ministre de l'Intérieur, commissaire du gouvernement provisoire pour le département de Loire-Inférieure. Le 14 mars, son ami Michel Rocher ayant été nommé commissaire pour les cinq départements bretons, tandis qu'Évariste Colombel est nommé maire de Nantes, Ange Guépin devient commissaire pour le Morbihan en même temps que Frédéric Guérin, qui démissionne le 18 avril, tandis qu'Ange Guépin reste à ce poste jusqu'au 10 juillet, date de sa révocation.
Il reprend sa place au conseil général où il dépose un projet de banques départementales de bienfaisance. Il participe en 1849 à la fondation de l'Association des travailleurs de Nantes et d'une société de secours mutuel, La Fraternelle universelle, qui seront dissoutes par le pouvoir en octobre 1850.
Le 20 décembre 1849, il perd sa seconde épouse, Clotilde Maussion, du fait d'une épidémie de choléra. Il hérite d'elle plusieurs métairies à Beauvoir-sur-Mer;
Guépin, devenu propriétaire foncier, écrit alors de vastes ouvrages à prétention encyclopédique, fortement marqués de déisme, Il publie alors la Philosophie du socialisme ou étude sur les transformations dans le monde et l'humanité. En 1851, ce livre est soumis à un examen politique de l'Université ; condamné, il est révoqué de toutes ses fonctions officielles et il perd une partie de sa clientèle aisée. Il publie Le Socialisme expliqué aux enfants du peuple (1851). Après le coup d'État du 2 décembre 1851, il est naturellement placé sous surveillance ; il est même arrêté durant quelque temps l'année suivante.

### Le Second Empire
Il se remarie en février 1854 avec Floresca Clémentine Leconte, âgée de 41 ans, connue depuis lors sous le nom de Floresca Guépin, une féministe qu'il a rencontrée dans les milieux saint-simoniens au début des années 1850.
De 1852 à 1864, l'essentiel de son activité va porter sur ce qui aura été une constante de sa vie : la diffusion de l'enseignement, et plus particulièrement la reconnaissance de l'enseignement pour les filles, pour lequel il lutte avec sa femme. Il faudra attendre la fin du Second Empire et surtout la Troisième République pour que l'action d'Arsène Leloup, d'Ange et Floresca Guépin et de leurs amis républicains aboutisse à la création des écoles municipales de quartier pour les garçons, d'une école municipale de filles, et d'un enseignement professionnel féminin (l'actuel lycée Vial).

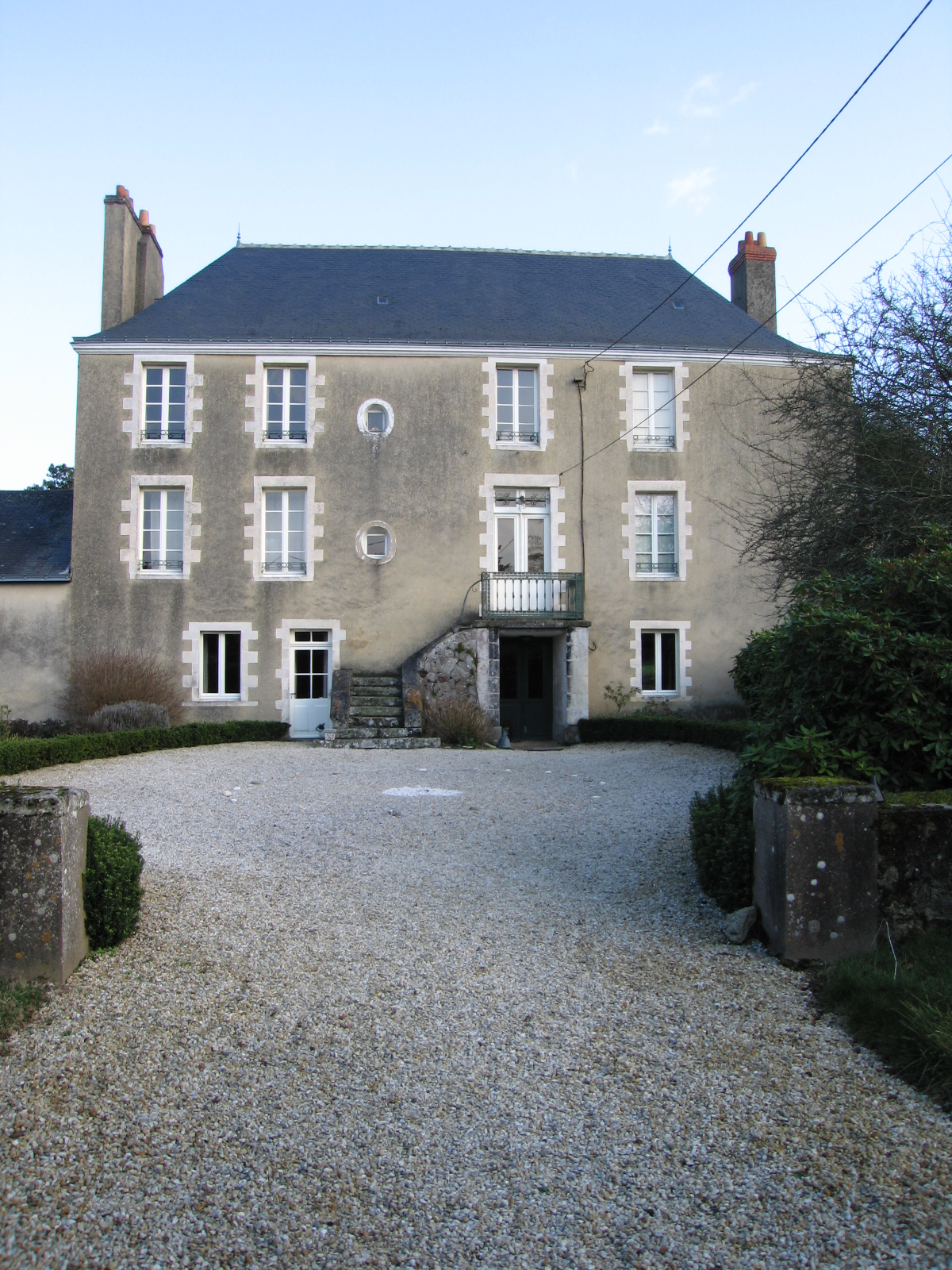
L'Oisillière, à Savenay.

En 1858, il achète en commun avec son ami l'historien Charles Dugast-Matifeux, une propriété à Savenay, l'Oisillière. Il s'efforce d'y promouvoir une agriculture plus moderne. En 1868, il rachète la part de Dugast-Matifeux. Il achète aussi le domaine de Poulvernic à Kervignac (Morbihan) en 1860, et un peu plus tard le domaine de Garayer à Challans (Vendée), celui-ci en commun avec Georges Grignon-Dumoulin.
Il revient à la vie politique dans les années 1860. En 1864, il est élu au conseil général de Loire-Inférieure et en 1865 au conseil municipal (liste de l’Union libérale).

### L'engagement maçonnique
Ange Guépin devient franc-maçon tardivement. Il est initié le 20 février 1867 à la loge « Mars et les Arts », au Grand Orient de France, Orient de Nantes. Il a 62 ans. Il gravit alors rapidement les échelons du parcours maçonnique ; Vénérable de son atelier en 1869, élu par le Convent, l’assemblée législative du Grand Orient, la même année, au Conseil de l’Ordre. Guépin aurait pu rejoindre la maçonnerie bien plus tôt : beaucoup de ses amis et connaissances sont maçons depuis longtemps. À Nantes, on trouve parmi ces familiers, la famille Mangin : Charles-Victor, le père, imprimeur de son état et propriétaire du journal, le National de l’Ouest, devenu ensuite le Phare de la Loire ; et Victor, le fils, journaliste puis directeur du journal. Tous deux sont membres de la loge « Mars et les Arts ». Le père a été même été Vénérable de l’atelier : ils sont militants républicains de vieille date. À la disparition de Victor Mangin, Guépin prononce l’éloge funèbre maçonnique, le 8 novembre 1867, devant plusieurs milliers personnes.
Alexandre Massol, le directeur de la nouvelle revue « La Morale indépendante », est membre du Grand-Orient de France : il fait partie de la minorité de la direction de l’obédience qui se bat pour faire abroger l’obligation pour les maçons de croire en Dieu. Il anime la tendance de gauche, très hostile à l’Empire et porteuse des idéaux de laïcité et de libre pensée. Son action amène de nouveaux adeptes à la franc-maçonnerie, notamment à Paris, où les loges favorables à ses idées progressent. Son journal se situe à la confluence de plusieurs courants : anarchiste - proudhonien, Massol a été très proche de Pierre-Joseph Proudhon - fouriériste, Massol a été initié dans la même loge que François Cantagrel, qui travaillera avec Guépin à Nantes à la fin des années 1860. Le premier numéro de La "Morale indépendante" parait en août 1865. En septembre 1865, Guépin propose sa collaboration à Massol.
À partir d’octobre 1867, Guépin collabore régulièrement au journal, alors que commence l’offensive menée par le pape Pie IX contre les doctrines scientifiques et contre la franc-maçonnerie. L’appel du pape à lutter contre la secte maçonnique, le 25 septembre 1865, « une secte aspirant au crime et s’attaquant aux choses saintes et publiques », est très mal ressentie par les maçons, dont beaucoup croient au Grand Architecte de l’Univers (GADLU). « Est-ce à soixante ans passés, qu’il convient de tenter une nouvelle folie ? » s’interroge Guépin, en octobre 1867.
Le même mois, à l’enterrement d’un ouvrier franc-maçon, le journal Le Phare de Nantes relate le discours que Guépin prononce sur la franc-maçonnerie, qui reposerait uniquement sur la morale et sur la science, « l’une guidant l’homme en lui traçant ses devoirs à l’égard de ses semblables, l’autre lui permettant de rechercher le dernier mot de l’énigme de l’infini ». Ange Guépin développe à « Mars et les Arts » toute son énergie. Le rituel l’intéresse : lors de son passage au grade de compagnon, (mai 1867) il travaille sur le thème de la philosophie maçonnique , et devenu maître (décembre 1868) puis Vénérable de l’atelier (Juin 1869), il réfléchit à l’écriture d’un rituel au grade de compagnon. Son ami Gallery des Granges  note sa régularité à participer au travail maçonnique, à intervenir et à produire des « planches ». 
Guépin représente, dès octobre 1868, son atelier au Congrès des loges de l’Ouest, exposant « les croyances que la maçonnerie considère comme facultatives et de celles qu’elle impose comme obligatoires », puis le même mois à Cognac, au congrès des loges du Sud-Ouest, il participe à la réflexion sur le Travail et la Science. Il est favorable à l’abandon de la référence au GADLU, mais est mis en minorité dans sa loge sur ce sujet. Au Convent de 1869, Guépin est largement élu, recueillant 276 voix sur les 285 délégués. Respecté de tous, il a fait l’unanimité sur son nom. Déistes comme antithéistes reconnaissent sa haute valeur morale. 
La guerre de 1870, puis la Commune de Paris vont ébranler le travail commencé. Guépin est sollicité pour soutenir la défense de Paris et relayer auprès des ateliers de l’Ouest, la volonté de défense de la capitale. Lors de la Commune de Paris, une partie de la franc-maçonnerie parisienne bascule du côté des insurgés, mais la province reste très majoritairement favorable au gouvernement de défense nationale.
Guépin va faire partie du courant qui soutiendra immédiatement les victimes de la répression, en participant à des souscriptions en faveur des familles de déportés. C’est dans cette atmosphère difficile qu’avec ses amis Jean-Marie Caubet et Alexandre Massol, Guépin fait abolir par le Convent la Grande Maîtrise, au Convent de septembre 1871. Le Convent exercera désormais le pouvoir légitime de l’obédience. Guépin est réélu au conseil de l’Ordre, au titre de l’aile gauche.
En 1869, il est candidat aux élections législatives mais sans succès.
En décembre 1869, il fonde le journal L'Union démocratique.
En août 1870, il est réélu au conseil municipal de Nantes sur le programme de Gambetta et devient premier adjoint du maire républicain modéré René Waldeck-Rousseau.

### Le retour de la République
Le 4 septembre 1870 il redevient préfet de la Loire-Inférieure, mais démissionne un mois plus tard.
Après 1870, Guépin se démarque encore de l'opinion dominante en soutenant avec son journal, les idées de la Commune de Paris et en s'opposant, avec la franc-maçonnerie, à sa répression sanglante.
La fin de sa vie c'est aussi la participation aux côtés de Victor Hugo, Charles Lemonnier et Charles-Louis Chassin, à la Ligue de la paix et de la liberté, organisation qui demande l'instauration d'États-Unis d'Europe.
Sa dernière apparition en public a lieu le 16 mai 1873 à l'occasion d'une visite de Gambetta à Nantes. Il est déjà très diminué physiquement. Le 20 mai, il part se reposer à l'Oisillière, mais, dès le lendemain, vu son état, décide de rentrer à Nantes par le train. À la gare de Saint-Étienne-de-Montluc, Floresca fait demander un médecin ; le convoi est retardé pour attendre qu'il arrive. Ange Guépin perd conscience avant d'arriver à Nantes et meurt juste après avoir été descendu du train (gare de la Bourse).
Son corps est exposé pendant deux jours et reçoit l'hommage de nombreux Nantais. Ses funérailles exclusivement civiles, le 23 mai 1873, sont suivies par plusieurs milliers de personnes. Il est inhumé au cimetière de la Bouteillerie. Trois discours funèbres sont prononcés : par le maire René Waldeck-Rousseau, pourtant catholique pratiquant, par Charles Laisant, neveu d'Ange Guépin, et par un ouvrier cordonnier, Legendre. De nombreux articles sont publiés à l'occasion de sa mort, non seulement dans les journaux nantais, mais aussi dans le journal de Gambetta, La République française ou dans La Gironde de Bordeaux.

## Personnalités liées à Ange Guépin

### Floresca Guépin, sa troisième épouse
Floresca Clémentine Leconte naît le 26 mars 1813 à Sézanne ; elle est la fille de Pierre Constant Leconte, marchand, et de Lizette Griotteray.
À l'époque de leur rencontre, les parents de Floresca vivent tous deux à Paris ; par la suite, ils hébergeront Ange Victor au cours de ses études secondaires puis supérieures.
Floresca connaît très bien l'anglais et est en relation avec plusieurs familles américaines, notamment les Lowell-Putnam de Boston. Durant l'été 1853, Ange Guépin, Floresca et les Lowell-Putnam font un voyage en Bretagne, dont Nantes. Les Lowell-Putnam s'intéressent à l'histoire de Nantes, en particulier à la période de la Terreur. Ils rencontrent Michelet qui s'y trouve alors en exil.
Le contrat de mariage établit une réserve de 20 000 francs pour les enfants d'Ange, mais les relations entre Floresca et eux ont toujours été bonnes, il reste notamment de nombreuses lettres de Floresca à Ange Victor.

## Hommages
L'une des médiathèques de la Bibliothèque municipale de Nantes, située route de Sainte-Luce, quartier Bottière-Chénaie, a été baptisée de son nom en son honneur.

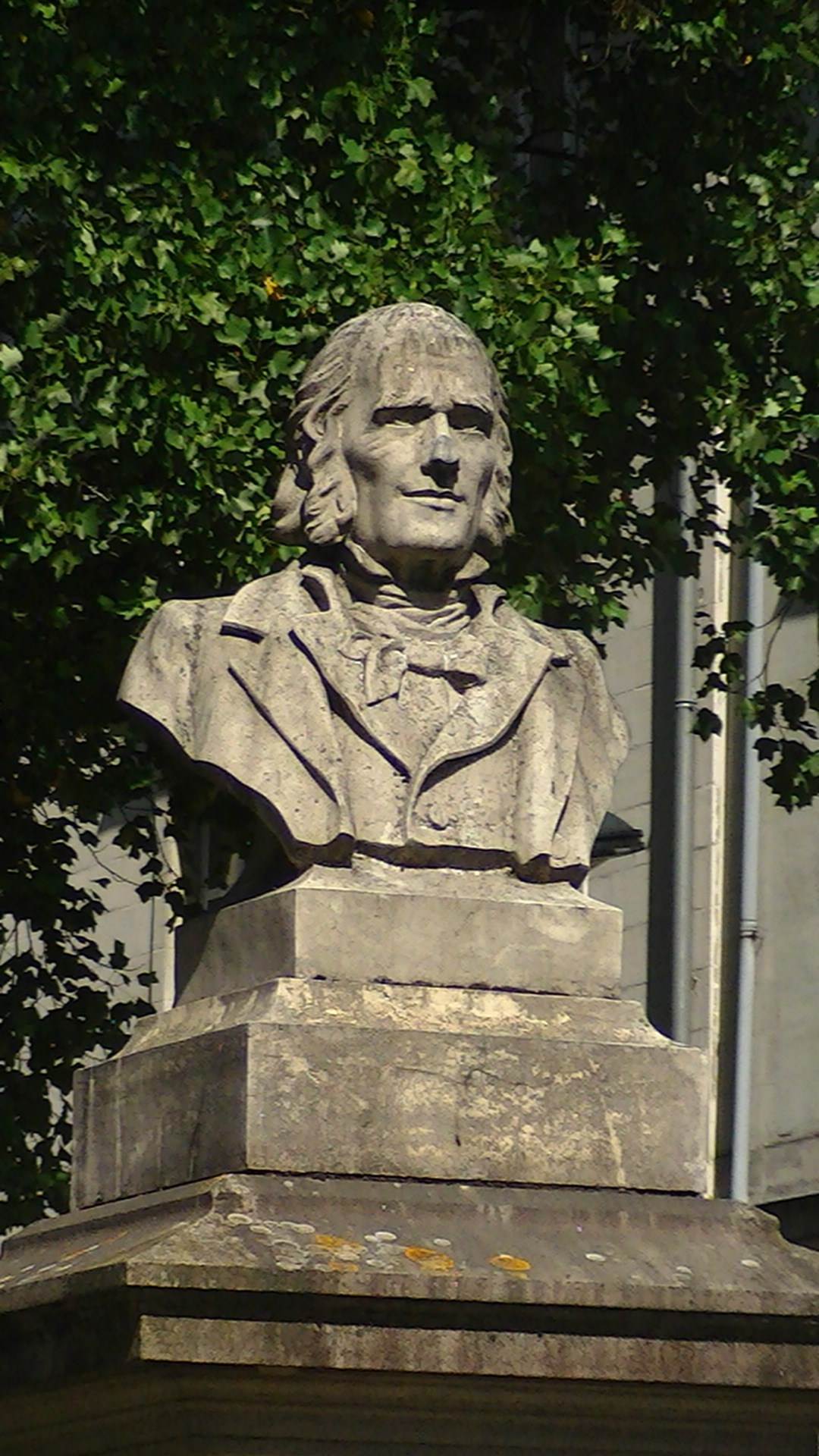
Buste d'Ange Guépin, place Delorme à Nantes.
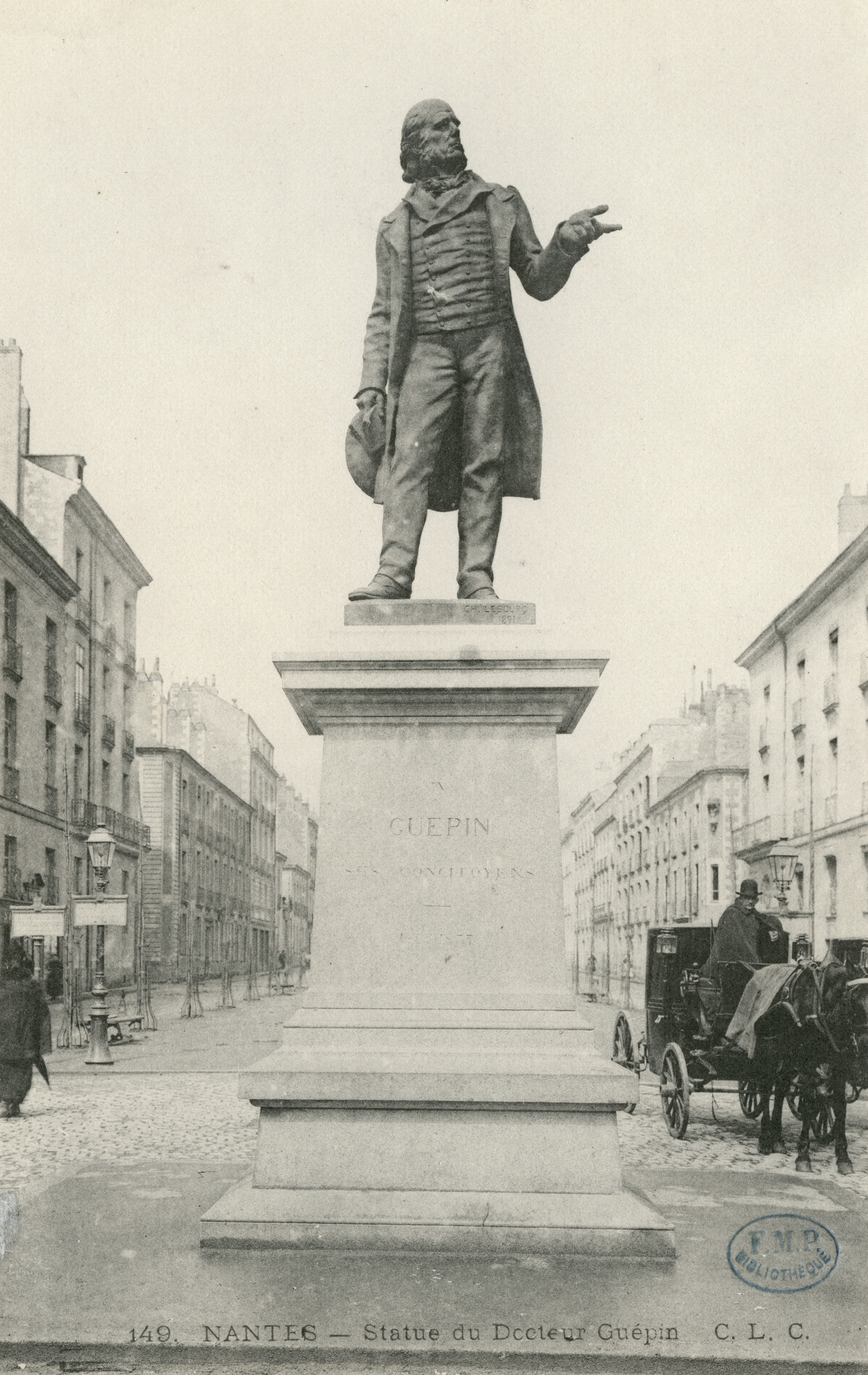
Ancienne Statue du docteur Guepin, place Delorme à Nantes.
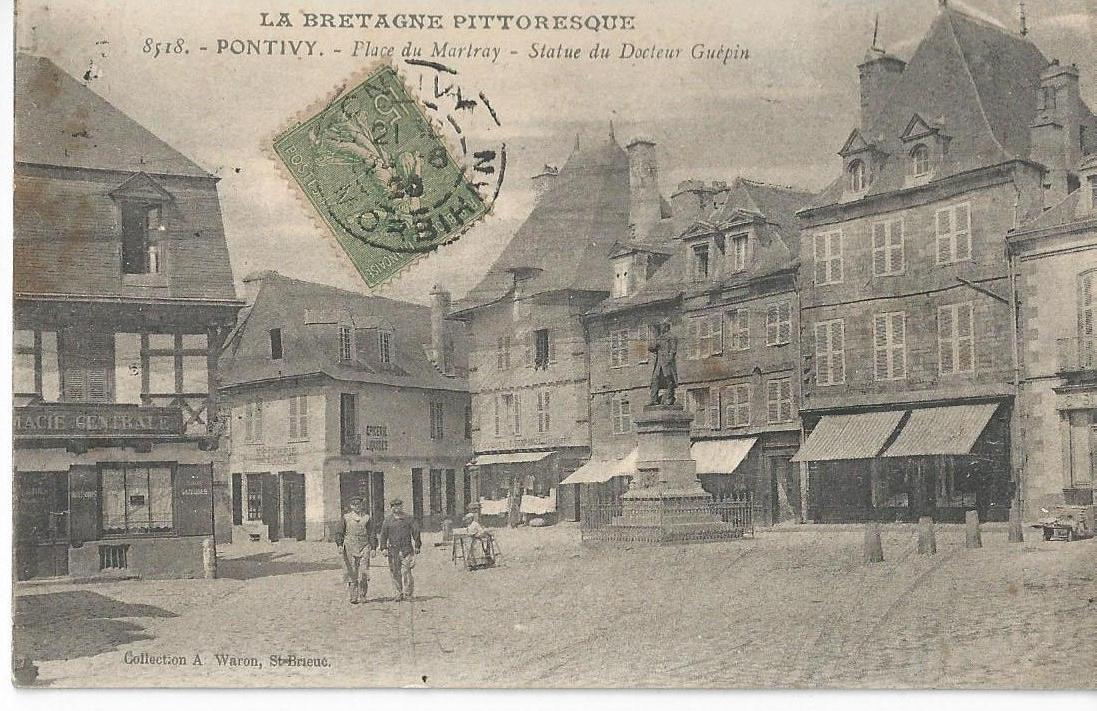
Statue du docteur Guepin, à Pontivy.

## Publications
- Nantes au XIXe siècle. Statistique, topographique, industrielle et morale, faisant suite à L'Histoire des progrès de la ville de Nantes (en collaboration avec Eugène Charles Bonamy), Prosper Sébire, Nantes, 1835 Ouvrage disponible sur le site d'Internet Archive.
- Voyage de Nantes à Indret, Nantes, e+pi/Siloë, 1999 (réédition de l'ouvrage paru chez Prosper Sébire, Nantes, 1836). Présentation par Philippe Le Pichon et Laurent Huron.
- Hygiène physique et morale, Paris, Hachette, 1971. Reproduction d'un texte extrait de Nantes au XIXe siècle, Nantes, 1835 lire en ligne sur Gallica.
- Nantes au XIXe siècle, Nantes, 1981 (réédition). Préface de Philippe Le Pichon et Alain Supiot, « De l'observation de la ville comme corps social ».
- Histoire de Nantes, 1839, en ligne sur Google Livres.
- Études d'oculistique, Paris, chez Germer-Baillière, 1844. Traité ophtalmologique lire en ligne sur Gallica.
- Les véritables intérêts de la bourgeoisie, 1848.
- Philosophie du XIXe siècle. Étude encyclopédique sur le monde et l'humanité, Paris, Gustave Sandré, 1854. Il décrit dans cet ouvrage fleuve, sous l'inspiration des idées de Saint-Simon et de Pierre Leroux, toutes les formes de vie, les découvertes et les transformations que l'humanité a faites et tous les bénéfices qu'elle peut en tirer pour le bien-être de tous. en ligne sur Google Livres.
- Marie de Beauval, roman, 1850.
- Le Socialisme expliqué aux enfants du peuple, ouvrage écrit 1851 alors qu’il venait d’être révoqué de ses fonctions de médecin et d’enseignant disponible sur Les premiers socialismes de la Bibliothèque virtuelle de l'université de Poitiers.
- Événements de Nantes pendant les journées des 28, 29, 30 et 31 juillet 1830 par plusieurs témoins oculaires lire en ligne sur Gallica

## Hommages

### Statues
- Pontivy : une statue d'Ange Guépin par le sculpteur rennais Adolphe Leofanti (1838-1890) est inaugurée le 8 septembre 1888 en présence de Floresca, de Charles Laisant, de Jules Simon, d'Ernest Renan ; la statue est offerte à la municipalité de Pontivy par une souscription de la Revue illustrée de Bretagne et d'Anjou. Elle est dédiée au « Docteur Guépin, Aux plus déshérités le plus d'amour. Aimer, respecter le travail, pratiquer la vertu ».

- Nantes : un buste d'Ange Guépin est inauguré place Delorme le 14 juillet 1893, en présence de Marie Guépin, du docteur Teillais, d'Alfred Riom, maire de Nantes, du préfet, de Gustave Roch, député de Loire-Inférieure. Ce buste de bronze (fonderie Voruz de Nantes) ayant été fondu par le régime de Vichy en 1942, dans le cadre de la mobilisation des métaux non ferreux. Un nouveau, en pierre, signé du sculpteur Benon, commandé par la Fédération des Amicales des Écoles Laïques, est rétabli dès 1945[4].

### Noms de lieux ou d'institutions
- Maison des Sciences de l'homme Ange-Guépin au Mans, à Angers et à Nantes 
La MSH Ange-Guépin est un groupement d'intérêt public créé en 1993 afin de coordonner différentes institutions nantaises opérant dans le domaine des sciences humaines. Un de ses responsables est Alain Supiot.
- Rues : Pontivy, Nantes, Bouguenais (Loire-Atlantique)
- École primaire suivant la Pédagogie Freinet : Nantes
- IME/IEFPA de Pontivy et antenne à Auray

#### Dictionnaires biographiques
- Jean Maitron, Dictionnaire biographique du mouvement ouvrier français II, p. 309.
- Jean-Loup Avril, Mille Bretons, dictionnaire biographique, Rennes, Les Portes du large, 2002.  (ISBN 2-914612-10-9)

#### Monographies
- Guy Frambourg, Le Docteur Guépin, 1805-1873. Étude de l'action et de la pensée d'un homme de 1848, Nantes, 1964. Thèse de doctorat.
- Emilienne Leroux, « Un grand nantais : le docteur Ange Guépin », dans Annales de Nantes et du pays nantais, no 170, 1973, p. 29-37.
- Philippe Le Pichon, « Ange Guépin dans l'histoire de Nantes », dans : Alain Croix dir., Du sentiment de l'histoire dans une ville d'eau Nantes, Nantes-Histoire/Éditions de l'Albatros, Thonon-les-Bains, 1991, p. 155-172.  (ISBN 2-908528-31-2)
- Michel Aussel, Le docteur Ange Guépin, Nantes, du saint-simonisme à la République, Presses universitaires de Rennes, 2016, 522 p., 16,5 x 24 cm (ISBN 978-2-7535-4887-9, présentation en ligne).

#### Articles
- Michel Aussel, « Ange Guépin et l'abolition de l'esclavage », dans Annales de Bretagne et des pays de l'Ouest, no 115/3, 2008, disponible en ligne : Cairn.info ou abpo.revues.org
- Jean-Yves Guengant, " Ange Guépin, ou la pratique de la vertu : itinéraire d'un franc-maçon 1867 - 1873", dans Chroniques d'histoire Maçonnique, numéro 84, été-automne 2019, Conform édition

### Sources d'Informations sur Ange Guépin
- Étude très détaillée dans un ouvrage sur Les Préfets de la Loire-Atlantique : Google Livres
- Site de la Maison des Sciences de l'homme Ange-Guépin (Université de Nantes) : Maison des Sciences de l'Homme - Ange Guépin.
- Biographies des amis de l'écrivain breton Émile Souvestre : Ange Guépin 1805-1873 par Marie-Françoise Bastit-Lesourd

#### État civil
- Registres d'état civil Archives municipales de Nantes : Ressources en ligne
  - Acte du premier mariage d'Ange Guépin avec Adélaïde Lesant : Nantes, 1830, 5° et 6° cantons, 15 juin, vue 49 (témoins : Émile Souvestre, Jean-Marie Riou, professeur, Charles Lesant, pharmacien (frère de la mariée), Jean Antoine François, négociant)
  - Acte de naissance d'Ange Victor Guépin : Nantes, 1831, 3e et 4e cantons, 30 octobre, vue 174 (né le 29)
  - Acte de naissance de Marie Reine Louise Adélaïde Guépin : Nantes, 1838, 3e canton, 16 août, vue 54
  - Acte de décès d'Adélaïde Lesant : Nantes, 1843, 3e canton, 7 juin, vue 25
  - Acte du second mariage avec Clotilde Maussion (Née le 15 nivôse an 8 à Nantes, elle a 47 ans ; elle est veuve de Jean-Michel Babin) : Nantes, 1847, 6° canton, 6 avril, vue 15 (témoins : René Luminais, ancien député, Jean François Pacqueteau, juge au tribunal civil de Nantes, Pierre Drouet, médecin, Jean-Louis Guépin (frère), juge au tribunal civil de Rennes.
  - Acte de décès de Clotilde Maussion : Nantes, 1849, 3e canton (supplément), 21 décembre, vue 54 (décès le 20 décembre)
  - Acte de décès d'Ange Guépin : Nantes, 1873, 5e canton, 22 mai, vue 26. Cet acte indique qu'il était « l'époux en troisième mariage de Florestia Clémentine Leconte, rentière » et qu'il est décédé « hier, à 9 heures du soir, à la gare quai de la Fosse ».